# Kevin Gomis
Kévin Gomis (París, Francia, 20 de enero de 1989) es un futbolista francés, de origen senegalés. Juega de defensa y su actual equipo es el Olympique de Niza de la Ligue 1 de Francia.

## Clubes
| Club              | País     | Año       |
| ----------------- | -------- | --------- |
| Naval 1° de Maio  | Portugal | 2009-2011 |
| Olympique de Niza | Francia  | 2011-     |